# Gare de Barnehurst
La gare de Barnehurst (en anglais : Barnehurst railway station), est une gare ferroviaire de la Bexleyheath line (en), en zone 6 Travelcard. Elle  est située sur la Station Approach à Barnehurst, dans le borough londonien de Bexley, sur le territoire du Grand Londres.
C'est une gare Network Rail desservie par des trains Southeastern.

## Situation ferroviaire
Établie à 36 mètres d'altitude, La gare de Barnehurst est située sur la Bexleyheath line (en), entre les gares de Bexleyheath, en direction du terminus Lewisham, et de Bexley, en direction du terminus gare de Dartford (en). Elle dispose de deux voies encadrées par deux quais latéraux.

Plans : de la ligne et du réseau des transports à Londres
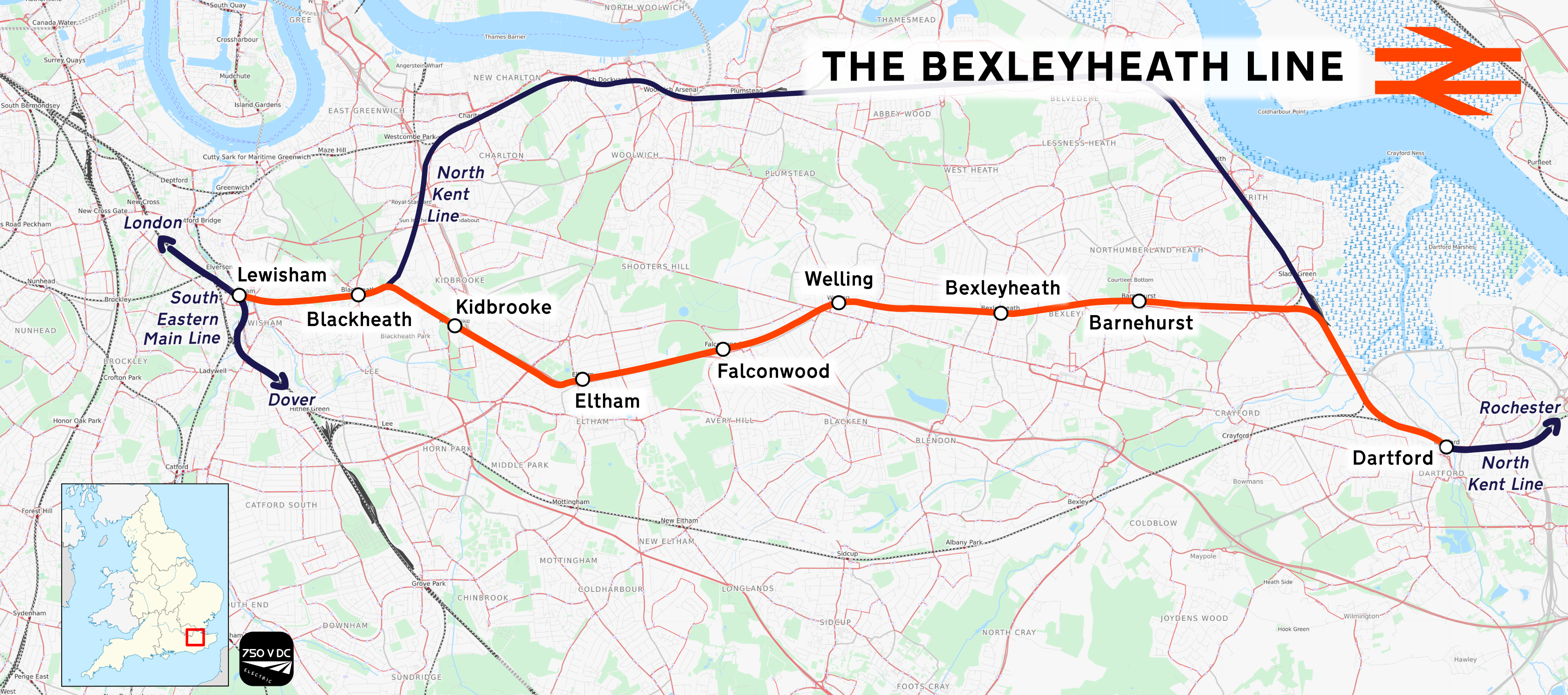
Bexleyheath line.
Réseaux de Londres.

## Histoire
La gare de Barnehurst est mise en service le 1er mai 1895 lors de la mise en exploitation de la ligne.

## Service des voyageurs

### Accueil
La gare dispose d'une entrée principale sur la Station Approach à Barnehurst.

### Desserte
La gare de Barnehurst est desservie par : des trains Southeastern en provenance ou à destination des gares de : Dartford, Charing Cross et Londres-Victoria.

Installations
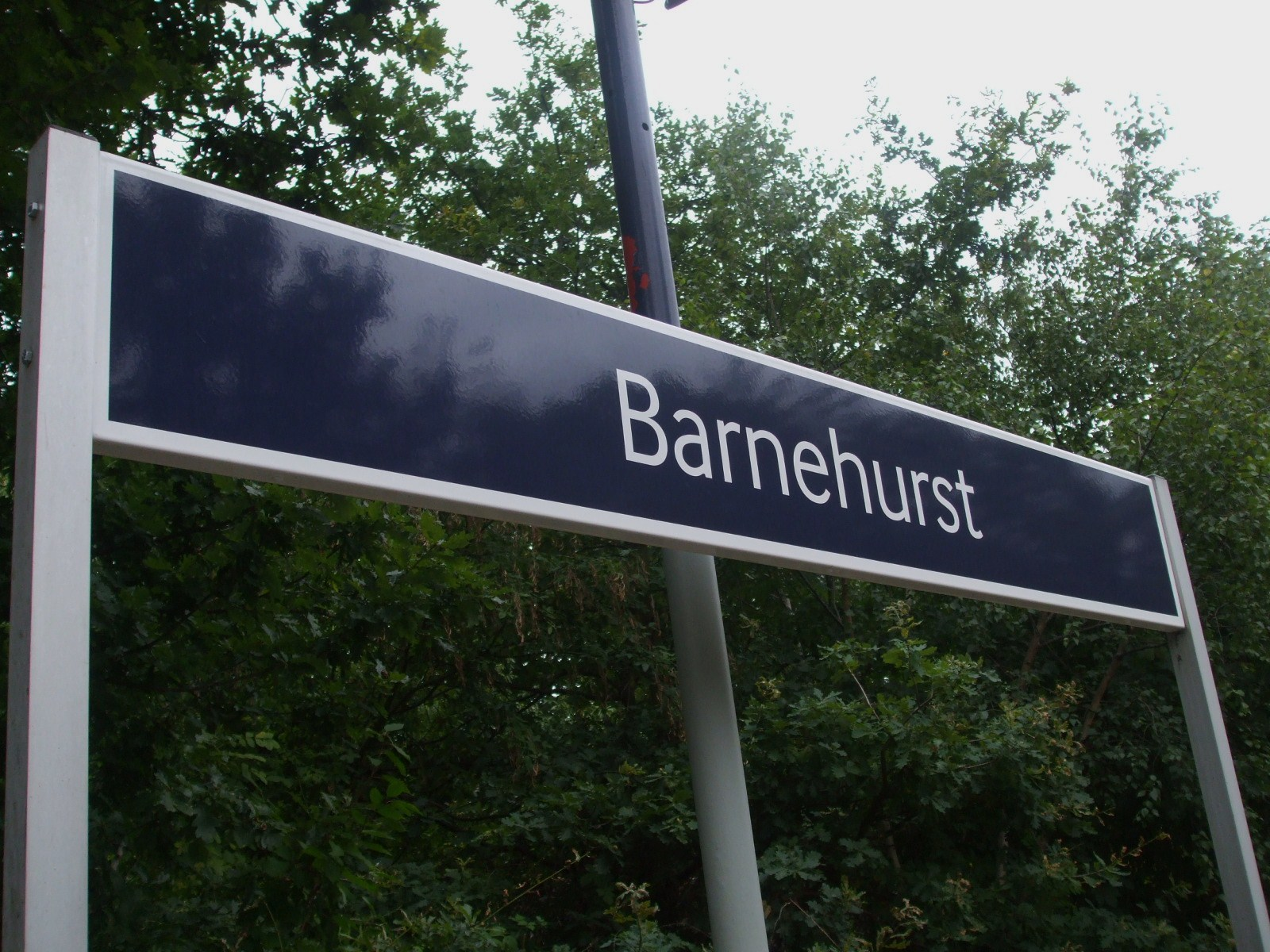
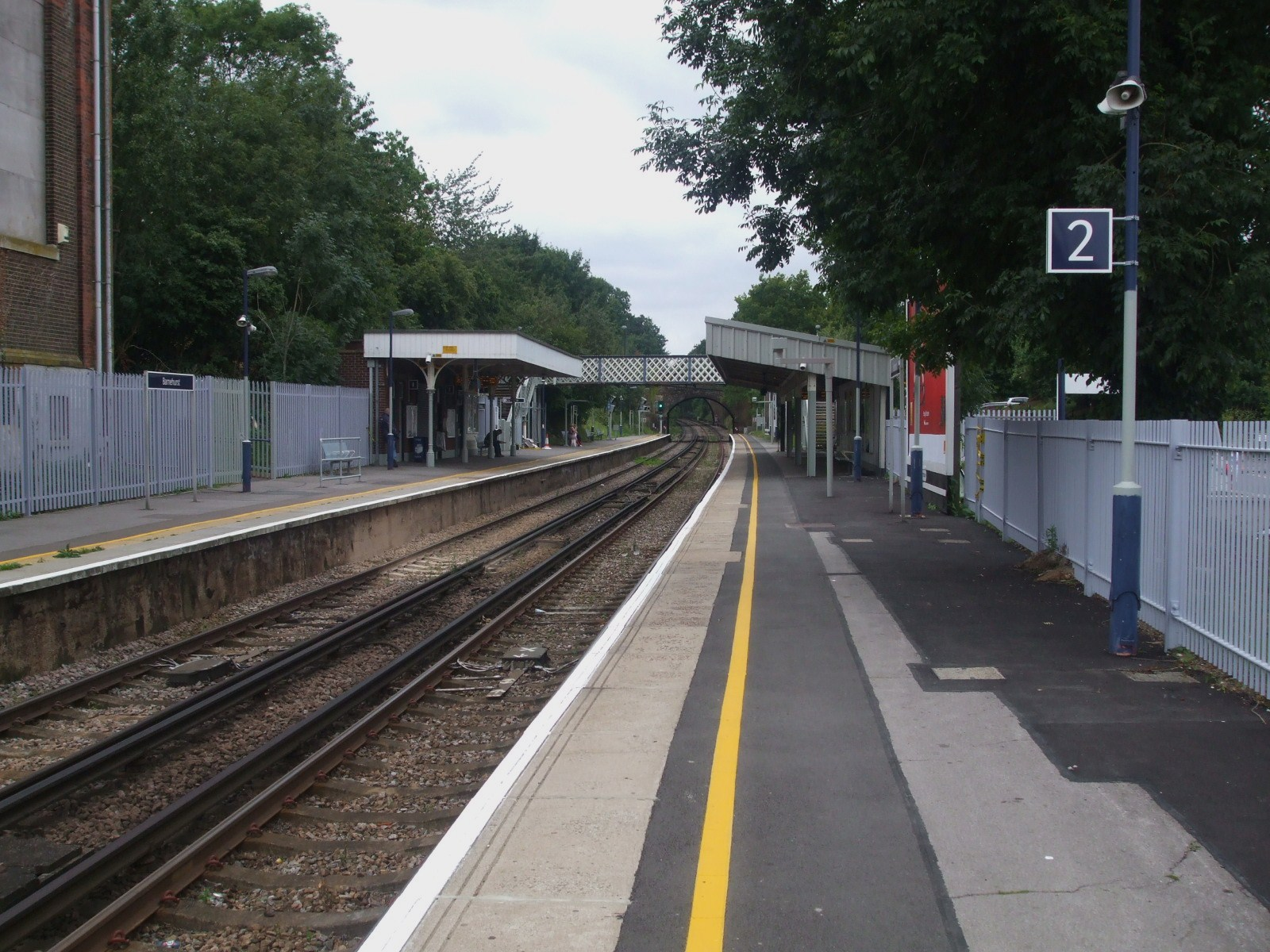
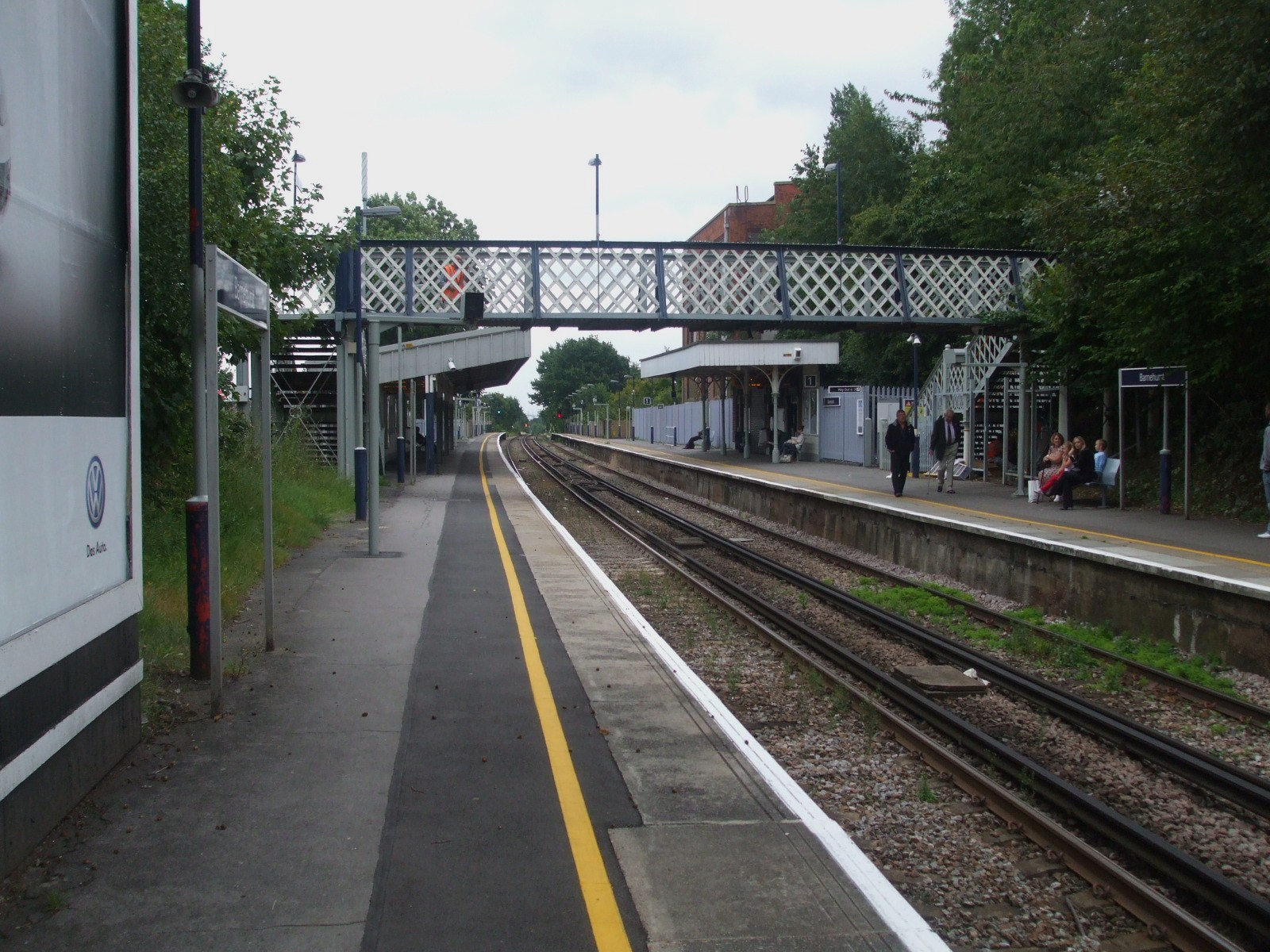

### Intermodalité
Elle est desservie par des autobus de Londres des lignes : 89, 229, 602, 669 et N89.